# KLJ-7 (レーダー)
1478型とも呼ばれるKLJ-7は、中国電子科技集団（CETC）の14号研究所としても知られる南京電子技術研究所（NRIET）が開発したXバンドの空中火器管制レーダー（FCR）である。2010年12月、パキスタン空軍のラオ・カマール・スルマン空軍大将が、イスラマバード北部のカムラにあるパキスタン航空コンプレックス（PAC）でKJL-7レーダーが製造されると発表した。

## 開発と設計
KLJ-7は、機械制御式平面アンテナを採用しており、1990年代に輸入された各種のロシア製レーダーとの共通点がある。ロシア製レーダー設計会社であるファゾトロンとNIIPは、中国のレーダー設計局と緊密な協力関係を築いており、中国企業が独自の設計を行う際のベンチマークとして利用していたロシア製レーダーの運用モデルや技術支援を行った。1990年代半ばには、ファゾトロンのゼムチョーグ（真珠）レーダー最大20基と、ファゾトロン-NIIRのRP-35の2基が導入されて評価された。
KLJ-7V1は、視程外射程（BVR）と近距離空対空モード、地上監視モード、強力な対ジャミング機能など、複数のモードを搭載している。最大40のターゲットを管理し、そのうち10のターゲットを捜索中追尾モードで監視し、2つのBVRターゲットに同時に射撃できると報告されている。3平方メートルのRCSを持つターゲットの検出範囲は、≧75 km (ルックダウンモードで≧35 km)という。海上の目標は最大135kmを検出可能。短距離ミサイルPL-9Cや視程外射程 PL-12（SD-10）空対空ミサイルなど、中国の最新の空中発射兵器のほとんどはKLJ-7に支えられている。また、KLJ-7は NATO兵器にも対応するモードを持つと報告されている。
パキスタン航空コンプレックスのプログラム担当者によると、「このレーダーで飛行した」だけでなく、「タレスRC400のような他のモデル」も飛行し、JF-17軽量戦闘機用に評価した結果、「中国のレーダーは現代の類似品と同等の能力を持っている」ことが判明したという。
KLJ-7V2という、より強力なモデルが製造された。

### KLJ-7A
2016年の珠海航空ショーでは、KLJ-7Aという新モデルが公開された。JF-17 ブロック3に搭載されるかもしれない。
2つのアクティブ電子走査アレイバージョンがある。1つは視野を拡大するために機械的に操作されるマウント上にあり、もう1つは1つの前面アンテナと2つの側面アンテナアレイを備えている。 

### レーダーモード
データの出典：Janes Defence
- 捜索中測距（RWS）
- 速度捜索（VS）
- 単目標追尾（STT）
- 捜索中追尾（TWS）
- 二重目標追尾（DTT）
- 状況認識モード（SAM）
- 空中戦モード（ACM）（5つのサブモード付き）
- リアル・ビーム地図（RBM）
- ドップラービームシャープニング（DBS）
- 地上移動目標指示（英語版）/地上移動目標追尾（GMTI/GMT）
- 空対地測距（AGR）
- 合成開口レーダー（SAR）
- 海上単目標追尾（SSTT）
- ビーコン（BCN）

## 仕様
データの出典：JF-17公式ウェブサイト
- 周波数： Xバンド
- 範囲：
  - ルックアップ：150 km（5 m2のRCS）（V1）または200 km（5 m2のRCS）（V2）
  - ルックダウン：100 km（5m2のRCS）（V1） またはV2
- 追跡目標の総数： TWS（捜索中追尾）モード（V1）で10
- 信頼性：
  - MTBF（平均故障間隔）：220時間
  - MTTR（平均修復時間）：0.5時間
- 重量： ≦120 kg
- 容積： 0.065 m3

## 参照
1. 1 2 3  http://www.jf-17.com/avionics/
2. ↑  Bokhari (2010年12月24日). “Pakistan To Build Radar for JF-17 'Thunder' Fighter”.  Jane's Information Group. 2010年12月27日時点のオリジナルよりアーカイブ。2011年2月4日閲覧。
3. 1 2 3 4  https://web.archive.org/web/20121028055642/http://articles.janes.com/articles/Janes-Avionics/KLJ-710-Fire-Control-Radar-FCR-China.html
4. ↑  https://twitter.com/RickJoe_PLART/status/1060809811510448130